# Zbigniew Szostak
Zbigniew Marian Szostak (ur. 11 listopada 1915 w Warszawie, zm. 15 sierpnia 1944 w Nieszkowicach Wielkich koło Bochni) – kapitan pilot Polskich Sił Powietrznych w Wielkiej Brytanii, odznaczony Krzyżem Złotym Orderu Virtuti Militari.

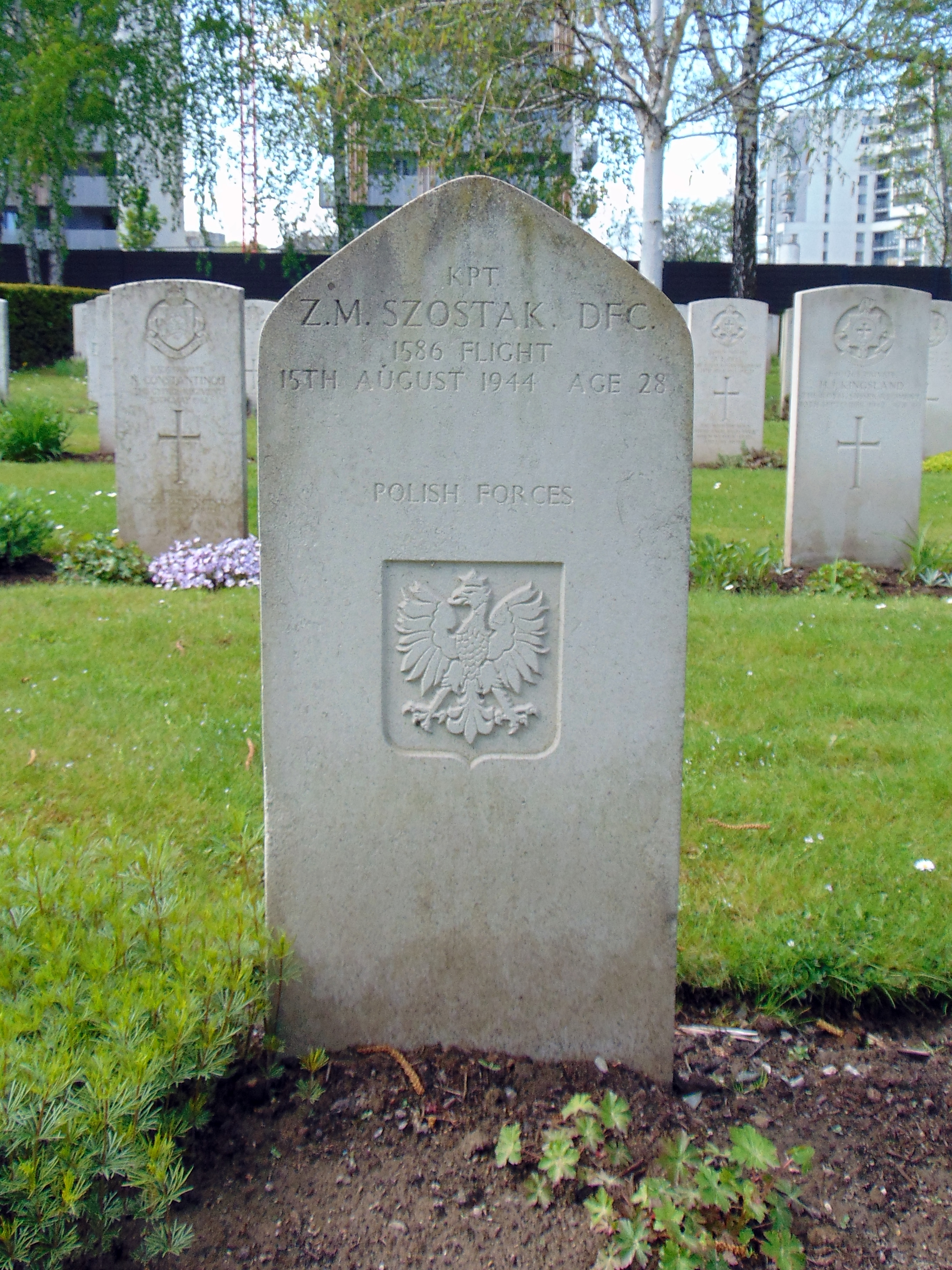
Grób kpt. Zbigniewa Szostaka na cmentarzu wojskowym w Krakowie

## Życiorys
Był absolwentem  Gimnazjum im. Tadeusza Reytana w Warszawie (1934) i  Szkoły Podchorążych Rezerwy Lotnictwa w Sadkowie koło Radomia, którą skończył z pierwszą lokatą. Zapewniło to mu pierwszeństwo w przyjęciu do PLL LOT na stanowisko pilota komunikacyjnego. Latał na samolotach PWS-24, Lockheed L-10. Na stopień podporucznika został mianowany ze starszeństwem z 1 stycznia 1938 i 56. lokatą w korpusie oficerów rezerwy lotnictwa. We wrześniu 1939 ewakuował się do Anglii na samolocie Lockheed L-14.
Wstąpił do Polskich Sił Powietrznych, otrzymał numer służbowy RAF 76684. Służbę rozpoczął w dywizjonie 300, gdzie odbył pierwszą turę lotów bojowych na samolocie Vickers Wellington. Po odpoczynku wykonał drugą turę lotów, walcząc w składzie 301 Dywizjonu Bombowego. Po rozformowaniu tegoż dywizjonu walczył w 1586 eskadrze specjalnego przeznaczenia, dokonując zrzutów broni i zaopatrzenia nad okupowanymi krajami Europy na samolocie Handley Page Halifax. Latał (oprócz B-25) na wszystkich typach samolotów bombowych jakimi dysponowały PSP na Zachodzie. Wsławił się nie tylko wybitną odwagą, ale niezwykłą precyzją pilotażu. Zwłaszcza na samolocie B-24 Liberator demonstrował wielokrotnie możliwości tak swoje, jak i tego samolotu, lądując na lotniskach dla samolotów myśliwskich i startując z nich z wykorzystaniem drogi do kołowania w początkowej fazie rozbiegu.
Dnia 14 sierpnia 1944 roku samolot Liberator o numerze bocznym KG89OGR-S z załogą:
- I pilot: kpt. Zbigniew Szostak
- II pilot: plut. Józef Bielicki
- nawigator: kpt. Stanisław Daniel
- radiotelegrafista: plut. Józef Witek
- bombardier: plut. Tadeusz Dubowski
- mechanik pokładowy: plut. Wincenty Rutkowski
- strzelec: plut. Stanisław Malczyk

wystartował z lotniska w Brindisi we Włoszech. Po dokonaniu zrzutu w okolicach pl. Krasińskich w Warszawie został zaatakowany przez niemieckie myśliwce nad Puszczą Niepołomicką. Dowódca kpt. Zbigniew Szostak rozkazał opuszczenie palącego się samolotu. Załoga wyskoczyła na spadochronach, ale z powodu zbyt niskiej wysokości lotu większość spadochronów nie otworzyła się. Lotnicy zginęli na miejscu, roztrzaskując się o ziemię. Po wojnie szczątki wszystkich członków załogi zostały przeniesione na cmentarz wojskowy w Krakowie.
Ogółem wykonał ok. 115 lotów bojowych w lotnictwie bombowym, co dawało mu drugie miejsce za chor. (W/O) pil. Stanisławem Kłosowskim. Wraz z całą załogą jest pochowany na Brytyjskim Cmentarzu Wojskowym w Krakowie. Jest jednym z siedmiu lotników polskich odznaczonych Złotym Krzyżem Orderu Virtuti Militari.
Części samolotu załogi kpt. Zbigniewa Szostaka zostały wykorzystane do rekonstrukcji samolotu Liberator B-24 J znajdującego się w Muzeum Powstania Warszawskiego. Śmierć lotników upamiętnia też herb wsi Nieszkowice Wielkie przedstawiający siedem złotych, trzypłatowych śmigieł lotniczych na błękitnym polu.

## Ordery i odznaczenia
- Polowa Odznaka Pilota[6],
- Krzyż Złoty Orderu Wojennego Virtuti Militari nr 56 (pośmiertnie PSZ 4/44, s.19)[3],
- Krzyż Srebrny Orderu Wojennego Virtuti Militari nr 9480,
- Krzyż Walecznych – czterokrotnie,
- Medal Lotniczy – trzykrotnie[7],
- Distinguished Flying Cross.